# Gears of War
Gears of War er en spiltitel til bl.a. Xbox 360.
Gears of war er udviklet af Epic games som blandt andet står bag Unreal Engine.
Det er det mest ventede spil i 2006 og har på blandt andet E3 imponeret meget med dets brutalitet, flotte miljøer og rigtig gode multiplayer del.
Der har været diskussioner om hvorvidt det vil kunne leve op til det allerede udgivne Halo (som også er udgivet af Microsoft Game Studios) som er et af verdens mest solgte konsolspil, og med deres fokus på kooperativ som Halo 1/2  – lader det til at der gjort en del ud af at gøre spillet langtidsholdbart.
Microsoft Game Studio har haft succes med visse tidligere udgivelser, og der er derfor også speciel fokus på denne.
Gears of War er også udgivet til PC'en, hvor der er nogle små ændringer i spillet. Men PC-ejere kan dog ikke være helt sikre på, at få det længe ventede GeOW 2, da det ikke er blevet offentliggjort til PC endnu. Men Xbox 360 ejere kan være sikre på at nyde Gears of War 2, som udkom i november 2008.